# Серенск
Серенск — деревня в Мещовском районе Калужской области. Входит в состав сельского поселения «Железнодорожная станция Кудринская».

## География
Деревня находится в 6 км севернее центра сельского поселения — посёлка станции Кудринской, на правом берегу реки Серёна (приток Жиздры).
На северной окраине деревни расположено городище «Серенск» — памятник археологии федерального значения.

## История
С начала I тысячелетия н. э. на месте городища существовало укреплённое поселение мощинской культуры. В XI веке здесь обосновались вятичи, увеличив площадь укреплённого поселения. C XII века окрестности города входили в Черниговское княжество. Впервые город упоминается в «Летописце Переяславля Суздальского» под 1208 годом. Воскресенская летопись сообщает, что в 1232 году город сжёг Ярослав Всеволодович. В 1238 году город разорён Батыем, в 1480 году — Ахматом. В 1492 году взят московским войском. Культурный слой на городище прослеживается до XVII века.
Серенск получил известность также как легендарное место гибели в 1110 году священномученика Кукши Печерского, в честь этого события на городище планируется возвести скит.

## Население
| 2002 | 2010 |
| ---- | ---- |
| 13   | ↘9   |

## Исследования городища «Серенск»
Первые раскопки на городище произвёл в 1898 году Н. И. Булычов. В 1965—1985 гг на городище работала Верхнеокская экспедиция Института археологии АН СССР под руководством Т. Н. Никольской, в 1986—1989, 1997—1998 гг. — археологическая экспедиция Калужского областного краеведческого музея под руководством Т. М. Хохловой.
Площадь городища составляет около 4 га, оно состоит из укреплённых мощными валами и рвами детинца и окольного города. К городу примыкали посады (общая площадь селищ более 25 га), и расположенные на противоположном берегу Серены слободы (на территории современного села Никольского).

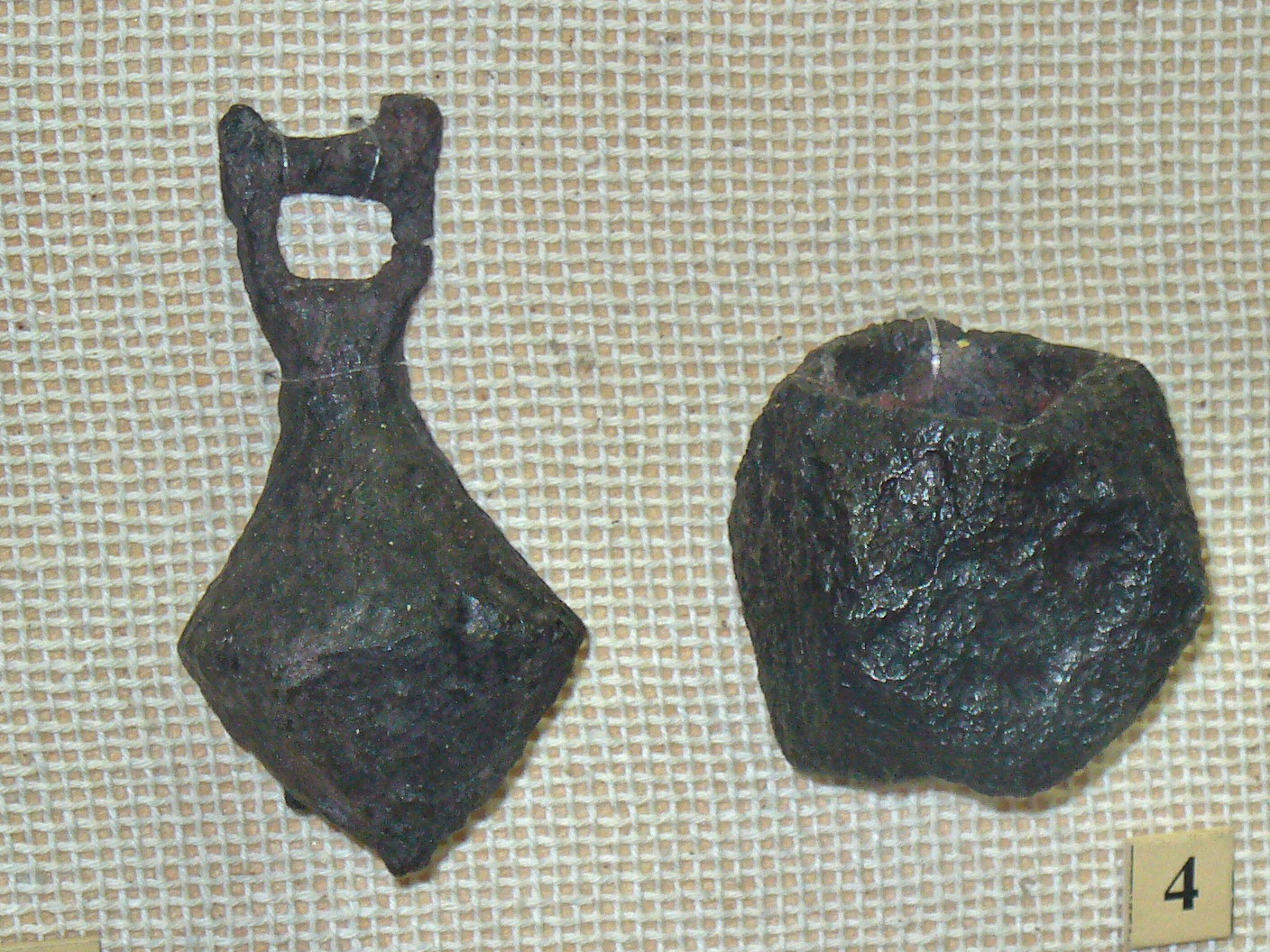
Ударный груз кистеня и навершие булавы из Серенска, XIII век. Собрание ГИМ.

Были найдены железоплавильные печи, горн, литейные формы с кириллическими надписями для изготовления полых украшений (колтов, бус, височных колец), мастерские по изготовлению стеклянных браслетов и колец — производились стеклянные украшения фиолетового цвета. Собран богатый материал: хозяйственные изделия из железа (ножи, замки, ключи, кресала, ножницы), украшения из бронзы, меди и серебра (височные кольца, перстни, браслеты, гривны), предметы вооружения (наконечники копий и стрел, булавы, фрагменты пластинчатых доспехов, боевые топоры, кованая личина — одна из редких находок такого типа на территории России, представляющая собой слепок с лица человека европеоидного типа), и т. д.
О торговых связях города говорят находки: шиферные пряслица с Волыни, новгородские янтарные изделия, киевская булава, кресты-энколпионы и литейные формочки для изготовления ювелирных изделий, гривны новгородского и киевского типа.
Найденные нательные крестики, энколпионы, иконки с изображением святого Георгия говорят о распространении христианства среди местного населения.